# 大阿紐伊河
67°N 163°E / 67°N 163°E
大阿紐伊河是俄羅斯的河流，屬於科雷馬河右支流阿紐伊河的支流，由楚科奇自治區負責管轄，河道全長693公里，流域面積57,300平方公里，發源自阿納德爾高原，與小阿紐伊河匯流成為阿紐伊河，每年十月至翌年六月結冰。